# バングルス
バングルス（英語: The Bangles）は、アメリカ合衆国のガールズバンド。1980年代に数々のヒットを放った。一度解散していたが、1990年代末から再始動している。

## 歴史
1981年にロサンゼルスでスザンナ・ホフス、ヴィッキーとデビーのピーターソン姉妹、ベーシストのアネット・ジリンスカスの4人により結成。最初のバンド名はスーパーソニック・バングス。後にバンド名をバングスと変えるが先にニュージャージー州に同名のバンドが存在していたため、バングルスという名前に落ち着いた。バングルとはアクセサリーの腕輪のこと。
1982年に当時A&Mレコード傘下のレーベルI.R.S.からミニ・アルバム『Bangles』を発表。翌年にはCBSレコードと契約するがアネットが脱退、マイケル・スティールが新たに加入した。マイケルは元祖ガールズ・ロック・バンドのザ・ランナウェイズの初期メンバーであった。

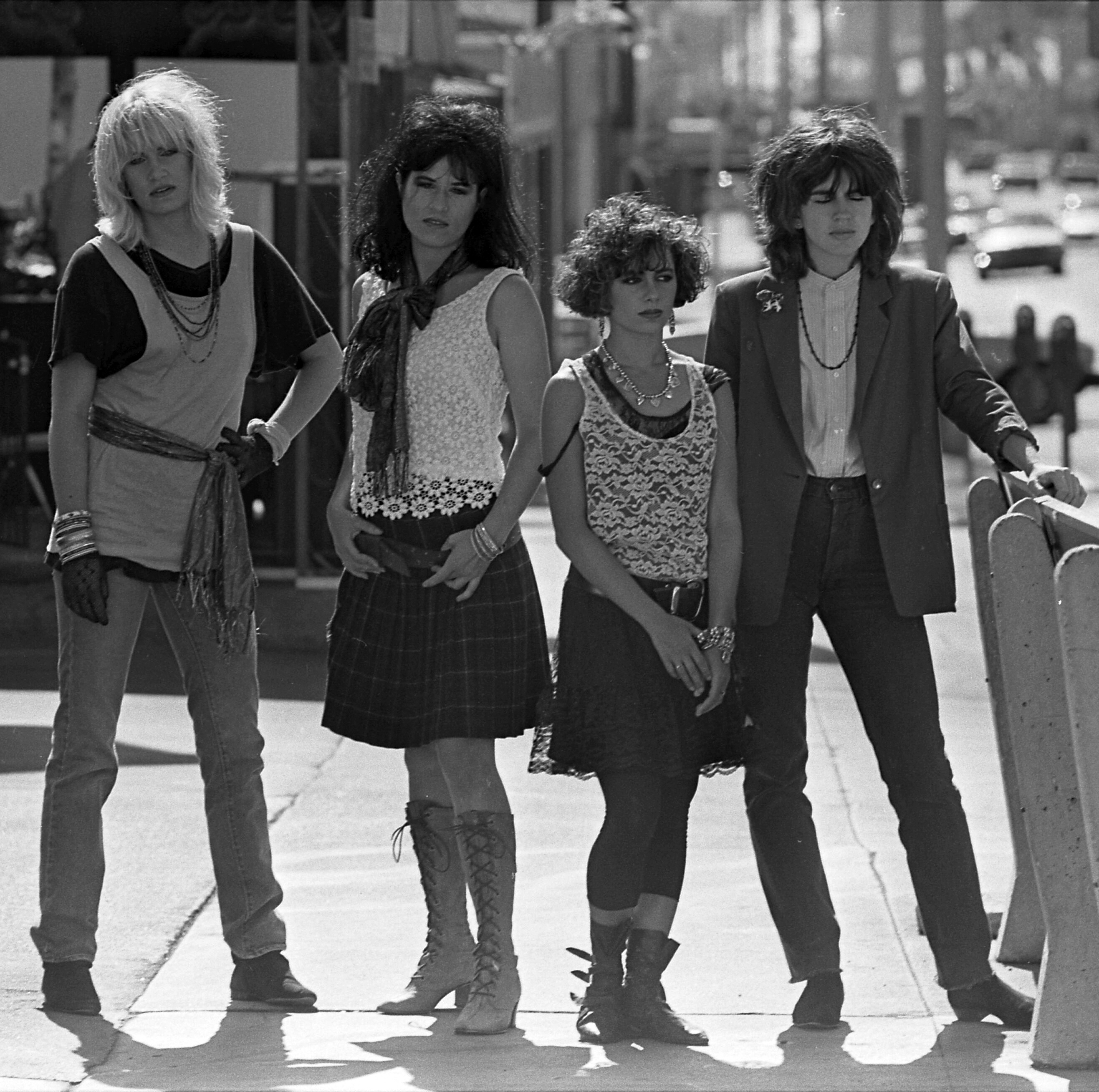
1984年のラインナップ。左からデビー、ヴィッキー、スザンナ、マイケル

1984年にアルバム『気分はモノクローム (All Over The Place)』でデビュー。デビューアルバムを聴いたプリンスがスザンナを気に入り、1986年に「マニック・マンデー」を提供。米英で2位の大ヒットを記録する。日本でも、同年にトヨタ・ターセルのCM曲として起用された。この曲が収録されたセカンド・アルバム『シルバースクリーンの妖精 (Different Light)』からは「エジプシャン (Walk Like an Egyptian)」のナンバーワンヒットも生まれ、彼女たちは一躍スターとなった。
1987年にはサントラ盤に提供したサイモン&ガーファンクルのカバー曲「冬の散歩道 (A Hazy Shade of Winter)」、1988年の『エヴリシング (Everything)』からは「イン・ユア・ルーム (In Your Room)」、1989年に米英で1位となった「胸いっぱいの愛 (Eternal Flame)」と立て続けにヒットを飛ばす。しかしこの直後にバンドは活動を停止した。
その後、スザンナはソロ歌手に転向。また1993年に映画監督のジェイ・ローチと結婚する。1997年、ジェイの大ヒット作『オースティン・パワーズ』のサントラ盤にスザンナが参加し、1999年には『オースティン・パワーズ:デラックス』のサントラ盤で4人がバングルスとしてレコーディングしたのを機に再結成。
2005年にマイケルが脱退を発表、その後、アビー・トラヴィスがベースをサポートしているが、正式メンバーにはならなかった。
2014年「エジプシャン (Walk Like an Egyptian)」がテレビアニメ『ジョジョの奇妙な冒険 スターダストクルセイダース』のエンディング曲に使用された。
2018年にオリジナル・メンバーのアネット・ジリンスカスが35年ぶりに復帰。

## メンバー

### オリジナルメンバー
- スザンナ・ホフス（Susanna Hoffs、1959年1月17日 - ）- ボーカル、ギター、コーラス (1981年 - 1989年、1999年 - )
- ヴィッキー・ピーターソン（Vicki Peterson、1958年1月11日 - ） - ボーカル、ギター、コーラス (1981年 - 1989年、1999年 - )
- デビー・ピーターソン（Debbi Peterson、1961年8月22日 - ） - ボーカル、ドラム、コーラス (1981年 - 1989年、1999年 - )
- アネット・ジリンスカス（Annette Zilinskas、1962年11月6日 - ） - ベース、コーラス (1981年 - 1983年、2018年 - )

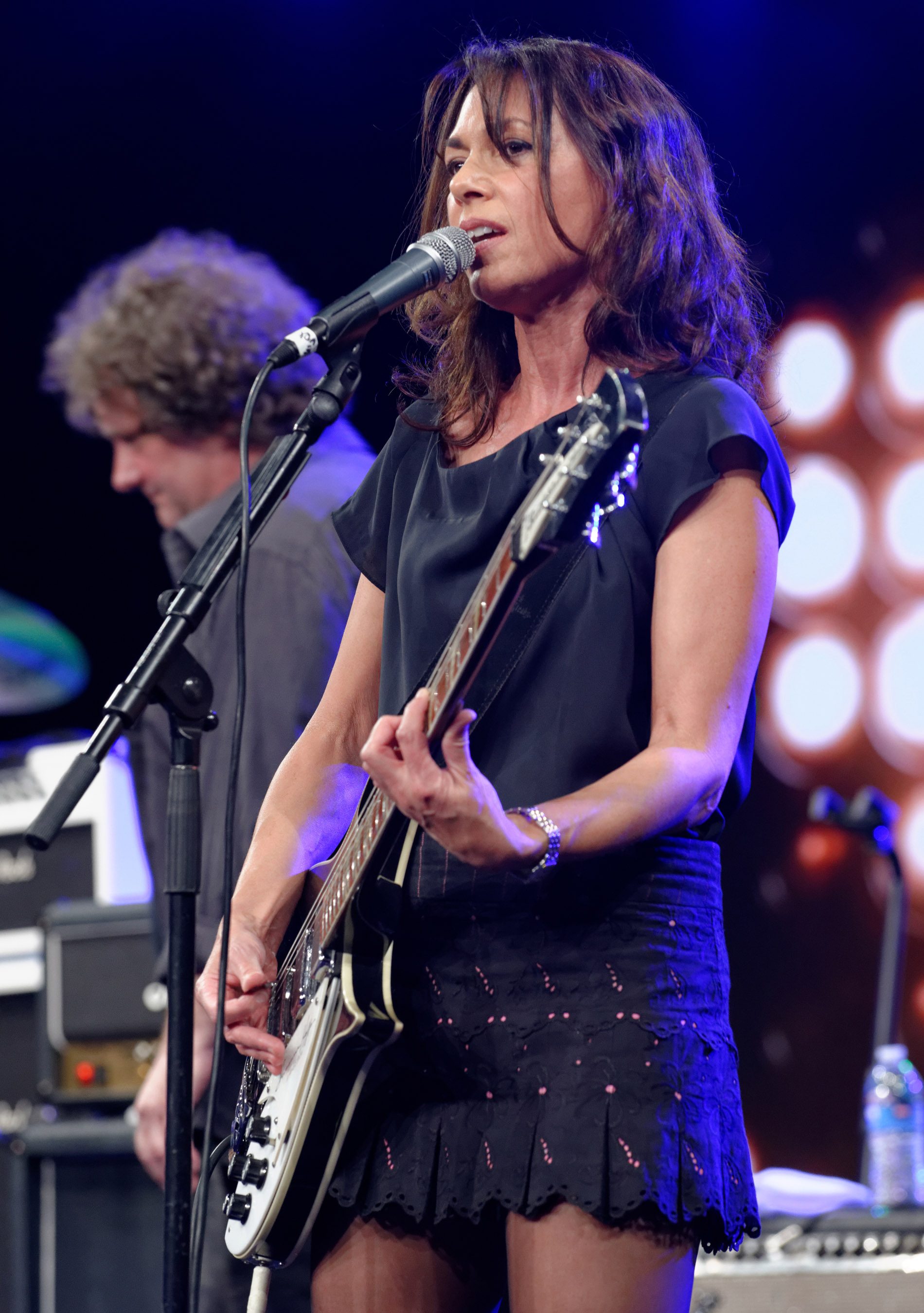
スザンナ・ホフス（2011年）
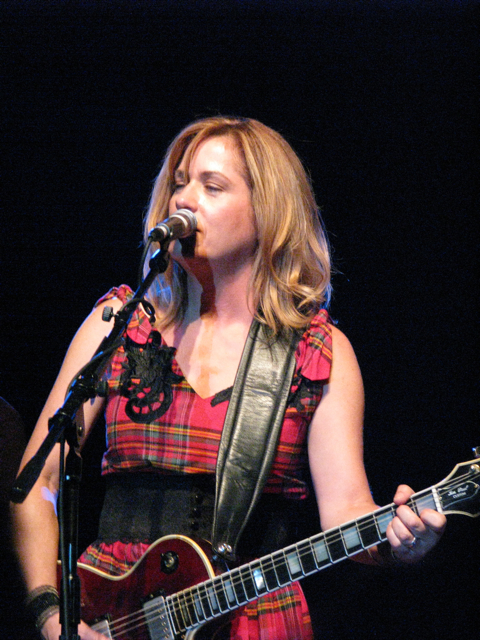
ヴィッキー・ピーターソン（2008年）
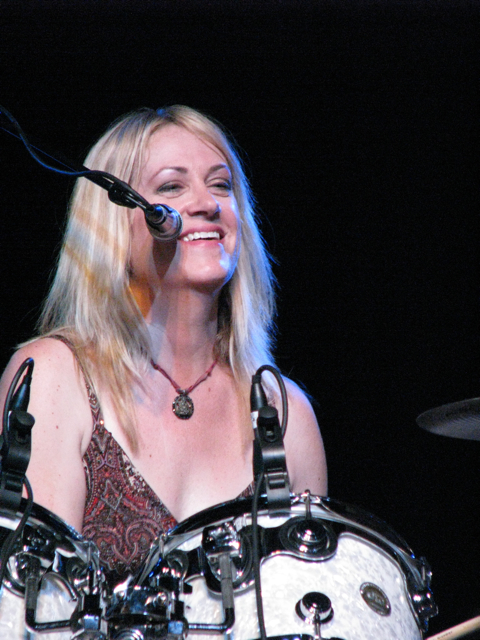
デビー・ピーターソン（2008年）

### 旧メンバー
- マイケル・スティール（Michael Steele、1955年6月2日 - ） - ボーカル、ベース、ギター、コーラス (1983年 - 1989年、1999年 - 2005年)

## ディスコグラフィ

### アルバム
| 発売日                     | 規格        | 規格品番    | タイトル                                               |
| CBS・ソニー                | CBS・ソニー | CBS・ソニー | CBS・ソニー                                            |
| -------------------------- | ----------- | ----------- | ------------------------------------------------------ |
| 1982年                     | LP          |             | The Bangles                                            |
| 1984年                     | LP          | 28AP-2905   | 気分はモノクローム - All Over The Place                |
| 1986年2月26日              | LP          | 28AP-3148   | シルバー・スクリーンの妖精 - Different Light           |
| 1988年                     | LP          | 25AP-5298   | エブリシング - Everything                              |
| 1990年5月8日               | CD          | CSCS-5181   | グレイテスト・ヒッツ - Greatest Hits                   |
| ビクターエンタテインメント |             |             |                                                        |
| 2003年                     | CD          | VICP-62174  | ドール・レヴォリューション - Doll Revolution           |
| 2011年                     | CD          |             | スイートハート・オブ・ザ・サン - Sweetheart Of The Sun |

### シングル
| 発売日                     | 規格        | 規格品番    | 面          | タイトル                                                         |
| CBS・ソニー                | CBS・ソニー | CBS・ソニー | CBS・ソニー | CBS・ソニー                                                      |
| -------------------------- | ----------- | ----------- | ----------- | ---------------------------------------------------------------- |
| 1986年2月26日              | '7 EP       | 07SP-939    | A           | マニック・マンデー                                               |
| 1986年2月26日              | '7 EP       | 07SP-939    | B           | Return Post                                                      |
| 1986年                     | '12 EP      | 12AP-3201   | A1          | Manic Monday (Extended 'California' ver.)                        |
| 1986年                     | '12 EP      | 12AP-3201   | B1          | If She Knew What She Wants (Extended Remix)                      |
| 1986年                     | '12 EP      | 12AP-3201   | B2          | Going Down To Liverpool                                          |
| 1986年8月21日              | '7 EP       | 07SP-962    | A           | ホワット・シー・ウォンツ / If She Knew What She Wants            |
| 1986年8月21日              | '7 EP       | 07SP-962    | B           | ノット・ライク・ユー / Not I Like You                            |
| 1986年12月21日             | '7 EP       | 07SP-996    | A           | エジプシャン / Walk Like An Egyptian                             |
| 1986年12月21日             | '7 EP       | 07SP-996    | B           | 恋に堕ちた天使 / Angels Don't Fall In Love                       |
| 1987年2月                  | '7 EP       | 07SP-1018   | A           | Walking Down Your Street                                         |
| 1987年2月                  | '7 EP       | 07SP-1018   | B           | Let It Go                                                        |
| 1987年12月21日             | '7 EP       | 04SP-1077   | A           | 冬の散歩道 / A Hazy Shade Of Winter                              |
| 1987年12月21日             | '7 EP       | 04SP-1077   | B           | （A面のみ）                                                      |
| 1988年11月9日              | '7 EP       | 05SP-3055   | A           | 恋の手ほどきIn Your Room / In Your Room                          |
| 1988年11月9日              | '7 EP       | 05SP-3055   | B           | Bell Jar                                                         |
| 1989年2月8日               | '7 EP       | XDSP-93107  | A           | 胸いっぱいの愛 / Eternal Flame（英語版）                         |
| 1989年2月8日               | 8cmCD       | 10EP-3059   | B           | Crash & Burn                                                     |
| 1989年6月1日               | 8cmCD       | 10EP-3084   | 1           | Be With You                                                      |
| 1989年6月1日               | 8cmCD       | 10EP-3084   | 2           | Let It Go                                                        |
| ビクターエンタテインメント |             |             |             |                                                                  |
| 2003年5月21日              | CD          | CDS-1479    | 1           | Tear Off Your Own Head (It's A Doll Revolution)                  |
| 2003年5月21日              | CD          | CDS-1479    | 2           | Ride The Ride                                                    |
| 2003年5月21日              | CD          | CDS-1479    | 3           | 胸いっぱいの愛（Acoustic ver.） / Eternal Flame（Acoustic ver.） |
| 2003年5月21日              | CD          | CDS-1479    | 4           | Something That You Said (Jeremy Wheatley mix)                    |